# Olympische Sommerspiele 2012/Teilnehmer (Spanien)
| Gelbes Symbol für Goldmedaillen mit stilisierten Olympischen Ringen | Graues Symbol für Silbermedaillen mit stilisierten Olympischen Ringen | Braundes Symbol für Bronzemedaillen mit stilisierten Olympischen Ringen |
| ------------------------------------------------------------------- | --------------------------------------------------------------------- | ----------------------------------------------------------------------- |
| 4                                                                   | 10                                                                    | 6                                                                       |

Spanien nahm 2012 in London zum 22. Mal an den Olympischen Sommerspielen teil. Die spanische Delegation bestand aus 278 Athleten, 166 Männer und 112 Frauen, die an 23 der insgesamt 26 Wettbewerben teilnahmen. Fahnenträger in der Eröffnungszeremonie war der Basketballspieler Pau Gasol, bei der Schlusszeremonie übernahm der Kanute Saúl Craviotto diese Aufgabe.

## Medaillen
Mit vier gewonnenen Gold-, zehn Silber- und vier Bronzemedaillen belegte das spanische Team Platz 17 im Medaillenspiegel.
Anmerkung: 2016 wurden auch Gewichtheberinnen der Klasse bis 75 kg des Dopings überführt, so die drittplatzierte Weißrussin Iryna Kulescha. Auch die erstplatzierte Kasachin Swetlana Podobedowa und die zweitplatzierte Russin Natalja Sabolotnaja waren gedopt. Die Spanierin Lidia Valentín wurde zur Olympiasiegerin gekürt.

### Medaillenspiegel
| Medaillenspiegel Spanien |                   |   |    |   |        |
| Platz                    | Sportart          |   |    |   | Gesamt |
| 1                        | Segeln            | 2 | –  | – | 2      |
| 2                        | Taekwondo         | 1 | 2  | – | 3      |
| 3                        | Gewichtheben      | 1 | -  | – | 1      |
| 4                        | Kanu              | – | 2  | 2 | 4      |
| 5                        | Schwimmen         | – | 2  | – | 2      |
| 6                        | Synchronschwimmen | – | 1  | 1 | 2      |
| 7                        | Basketball        | – | 1  | – | 1      |
| 7                        | Triathlon         | – | 1  | – | 1      |
| 7                        | Wasserball        | – | 1  | – | 1      |
| 10                       | Handball          | – | –  | 1 | 1      |
| 10                       | Leichtathletik    | – | –  | 1 | 1      |
| 10                       | Ringen            | – | –  | 1 | 1      |
| Total                    | Total             | 4 | 10 | 6 | 20     |

### Medaillengewinner

#### Gold
| Name                                         | Sportart     | Wettkampf                   |
| -------------------------------------------- | ------------ | --------------------------- |
| Marina Alabau                                | Segeln       | Windsurfen RS:X Frauen      |
| Joel González                                | Taekwondo    | Männer bis 58 kg            |
| Támara Echegoyen Ángela Pumariega Sofía Toro | Segeln       | Matchrace Elliott 6m Frauen |
| Lidia Valentín                               | Gewichtheben | Frauen, Klasse bis 75 kg    |

#### Silber
| Name | Sportart          | Wettkampf                  |
| --- | ----------------- | -------------------------- |
| Mireia Belmonte | Schwimmen         | Frauen 200 m Schmetterling |
| Mireia Belmonte | Schwimmen         | Frauen 800 m Freistil      |
| Javier Gómez Noya | Triathlon         | Männer Triathlon           |
| Ona Carbonell Andrea Fuentes | Synchronschwimmen | Duett                      |
| David Cal | Kanusport         | Männer C1 1000 m           |
| Brigitte Yagüe | Taekwondo         | Frauen bis 49 kg           |
| Marta Bach, Andrea Blas, Ana Copado, Anna Espar, Laura Ester, Maica García, Laura López, Ona Meseguer, Lorena Miranda, Matilde Ortiz, Jennifer Pareja, María del Pilar Peña, Roser Tarragó | Wasserball        | Frauen                     |
| Nicolás García | Taekwondo         | Männer bis 80 kg           |
| Sergio Rodríguez, José Calderón, Víctor Sada, Sergio Llull, Juan Carlos Navarro, Rudy Fernández, Fernando San Emeterio, Víctor Claver, Felipe Reyes, Serge Ibaka, Pau Gasol, Marc Gasol    | Basketball        | Männer                     |
| Saúl Craviotto | Kanusport         | Männer Einer-Kajak 200 m   |

#### Bronze
| Name | Sportart          | Wettkampf                   |
| --- | ----------------- | --------------------------- |
| Maialen Chourraut | Kanusport         | Einer-Kajak Slalom Frauen   |
| Maider Unda | Ringen            | Frauen bis 72 kg            |
| Clara Basiana, Alba María Cabello, Ona Carbonell, Margalida Crespí, Andrea Fuentes, Thaïs Henríquez, Paula Klamburg, Irene Montrucchio, Laia Pons (Reserve)                                                                                                   | Synchronschwimmen | Mannschaft                  |
| Macarena Aguilar, Nely Carla Alberto, Jessica Alonso, Vanessa Amorós, Andrea Barnó, Elisabeth Chávez, Mihaela Ciobanu, Verónica Cuadrado, Patricia Elorza, Beatriz Fernández, Begoña Fernández, Marta Mangué, Carmen Martín, Silvia Navarro, Elisabeth Pinedo | Handball          | Frauen                      |
| Ruth Beitia | Leichtathletik    | Hochsprung Frauen           |
| Alfonso Benavides | Kanusport         | Männer Einer-Canadier 200 m |

## Teilnehmer nach Sportarten

### Badminton
| Athleten       | Wettbewerb | Gruppenphase         | Gruppenphase                                 | Gruppenphase | Gruppenphase | Viertelfinale | Viertelfinale | Halbfinale    | Halbfinale    | Finale        | Finale        | Rang          |
| Athleten       | Wettbewerb | Gegner               | Ergebnis                                     | Punkte       | Rang         | Gegner        | Ergebnis      | Gegner        | Ergebnis      | Gegner        | Ergebnis      | Rang          |
| -------------- | ---------- | -------------------- | -------------------------------------------- | ------------ | ------------ | ------------- | ------------- | ------------- | ------------- | ------------- | ------------- | ------------- |
| Frauen         |            |                      |                                              |              |              |               |               |               |               |               |               |               |
| Carolina Marín | Einzel     | Li X. Claudia Rivero | 0:2 (13:21, 11:21) 2:0 (21:17, 21:7)         | 2:2 (66:66)  | 2            | ausgeschieden | ausgeschieden | ausgeschieden | ausgeschieden | ausgeschieden | ausgeschieden |               |
| Männer         |            |                      |                                              |              |              |               |               |               |               |               |               |               |
| Pablo Abián    | Einzel     | P. Koukal T. Hidayat | 2:1 (21:17, 16:21, 21:16) 0:2 (20:22, 11:21) | 2:3 (89:97)  | 2            | ausgeschieden | ausgeschieden | ausgeschieden | ausgeschieden | ausgeschieden | ausgeschieden | ausgeschieden |

### Basketball
| Wettbewerb    | Männer |
| ------------- | --- |
| Athleten      | Sergio Rodríguez José Calderón Víctor Sada Sergio Llull Juan Carlos Navarro Rudy Fernández Fernando San Emeterio Víctor Claver Felipe Reyes Serge Ibaka Pau Gasol Marc Gasol |
| Trainer       | Sergio Scariolo |
| Gruppenphase  | Volksrepublik China (97:81) Australien (82:70) Großbritannien (79:78) Russland (74:77) Brasilien (82:88)                                                                     |
| Viertelfinale | Frankreich (66:59) |
| Halbfinale    | Russland (67:59) |
| Finale        | USA (100:107) |
| Platzierung   | Silber |

### Beachvolleyball
| Athleten                                           | Gruppenphase                                                           | Gruppenphase                                                           | Gruppenphase | Gruppenphase | Achtelfinale            | Achtelfinale       | Viertelfinale | Viertelfinale | Halbfinale    | Halbfinale    | Finale        | Finale        | Rang |
| Athleten                                           | Gegner                                                                 | Ergebnis                                                               | Punkte       | Rang         | Gegner                  | Ergebnis           | Gegner        | Ergebnis      | Gegner        | Ergebnis      | Gegner        | Ergebnis      | Rang |
| -------------------------------------------------- | ---------------------------------------------------------------------- | ---------------------------------------------------------------------- | ------------ | ------------ | ----------------------- | ------------------ | ------------- | ------------- | ------------- | ------------- | ------------- | ------------- | ---- |
| Frauen                                             |                                                                        |                                                                        |              |              |                         |                    |               |               |               |               |               |               |      |
| Elsa Baquerizo Macmillan Liliana Fernández Steiner | M. van Iersel / S. Keizer A. Gallay / V. Zonta J. Kessy / A. Ross      | 2:1 (14:21, 21:16, 15:11) 2:0 (22:20, 21:16) 1:2 (19:21, 21:19, 17:19) | 5            | 2            | G. Cicolari M. Mengatti | 0:2 (15:21, 15:21) | ausgeschieden | ausgeschieden | ausgeschieden | ausgeschieden | ausgeschieden | ausgeschieden |      |
| Männer                                             |                                                                        |                                                                        |              |              |                         |                    |               |               |               |               |               |               |      |
| Adrián Gavira Collado Pablo Herrera Allepuz        | P. Beneš / P. Kubala T. Rogers / P. Dalhausser K. Asahi / K. Shiratori | 2:0 (25:23, 21:16) 1:2 (21:19, 16:21, 13:15) 2:0 (21:19, 22:20)        | 5            | 2            | R. Santos P. Cunha      | 0:2 (18:21, 19:21) | ausgeschieden | ausgeschieden | ausgeschieden | ausgeschieden | ausgeschieden | ausgeschieden |      |

### Bogenschießen
| Athleten     | Wettbewerb | Qualifikation | Qualifikation | 1. Runde    | 1. Runde | 2. Runde      | 2. Runde      | Achtelfinale  | Achtelfinale  | Viertelfinale | Viertelfinale | Halbfinale    | Halbfinale    | Finale        | Finale        | Rang |
| Athleten     | Wettbewerb | Ringe         | Rang          | Gegner      | Ergebnis | Gegner        | Ergebnis      | Gegner        | Ergebnis      | Gegner        | Ergebnis      | Gegner        | Ergebnis      | Gegner        | Ergebnis      | Rang |
| ------------ | ---------- | ------------- | ------------- | ----------- | -------- | ------------- | ------------- | ------------- | ------------- | ------------- | ------------- | ------------- | ------------- | ------------- | ------------- | ---- |
| Frauen       |            |               |               |             |          |               |               |               |               |               |               |               |               |               |               |      |
| Iria Grandal | Einzel     | 618           | 53            | A. Rendon   | 6-2      | Hyeonju Choi  | 5-6           | ausgeschieden | ausgeschieden | ausgeschieden | ausgeschieden | ausgeschieden | ausgeschieden | ausgeschieden | ausgeschieden |      |
| Männer       |            |               |               |             |          |               |               |               |               |               |               |               |               |               |               |      |
| Elías Cuesta | Einzel     | 660           | 41            | M. Iwaschko | 4-6      | ausgeschieden | ausgeschieden | ausgeschieden | ausgeschieden | ausgeschieden | ausgeschieden | ausgeschieden | ausgeschieden | ausgeschieden | ausgeschieden |      |

### Boxen
| Athleten           | Wettbewerb                   | 1. Runde         | 1. Runde | Achtelfinale  | Achtelfinale  | Viertelfinale | Viertelfinale | Halbfinale    | Halbfinale    | Finale        | Finale        | Rang |
| Athleten           | Wettbewerb                   | Gegner           | Ergebnis | Gegner        | Ergebnis      | Gegner        | Ergebnis      | Gegner        | Ergebnis      | Gegner        | Ergebnis      | Rang |
| ------------------ | ---------------------------- | ---------------- | -------- | ------------- | ------------- | ------------- | ------------- | ------------- | ------------- | ------------- | ------------- | ---- |
| Kelvin de la Nieve | Halbfliegengewicht bis 49 kg | C. Quipo         | 11-14    | ausgeschieden | ausgeschieden | ausgeschieden | ausgeschieden | ausgeschieden | ausgeschieden | ausgeschieden | ausgeschieden |      |
| Jonathan Alonso    | Halbweltergewicht bis 64 kg  | M. Toloutibandpi | 12-16    | ausgeschieden | ausgeschieden | ausgeschieden | ausgeschieden | ausgeschieden | ausgeschieden | ausgeschieden | ausgeschieden |      |

### Fußball
| Wettbewerb   | Männer |
| ------------ | --- |
| Athleten     | David de Gea César Azpilicueta Álvaro Domínguez Javi Martínez Iñigo Martínez Jordi Alba Adrián López Iker Muniain Rodrigo Moreno Machado Juan Mata Koke Martín Montoya Alberto Botía Oriol Romeu Isco Cristian Tello Ander Herrera Diego Mariño |
| Trainer      | Luis Milla |
| Gruppenphase | Japan 0:1 (0:1) Honduras 0:1 (0:1) Marokko 0:0 |
| Platzierung  | 14 |

### Gewichtheben
| Athleten       | Wettbewerb       | Reißen  | Reißen | Stoßen  | Stoßen | Zweikampf | Zweikampf | Rang |
| Athleten       | Wettbewerb       | Gewicht | Rang   | Gewicht | Rang   | Gewicht   | Rang      | Rang |
| -------------- | ---------------- | ------- | ------ | ------- | ------ | --------- | --------- | ---- |
| Frauen         |                  |         |        |         |        |           |           |      |
| Lidia Valentín | Klasse bis 75 kg | 120 kg  | 4      | 145 kg  | 4      | 165 kg    | 4         |      |
| Männer         |                  |         |        |         |        |           |           |      |
| Andrés Mata    | Klasse bis 77 kg | 150 kg  |        | 188 kg  |        | 338 kg    | 6         | 6    |

### Handball
| Wettbewerb    | Frauen | Männer |
| ------------- | --- | --- |
| Athleten      | Macarena Aguilar Nely Carla Alberto Jessica Alonso Vanessa Amorós Andrea Barnó Elisabet Chávez Mihaela Ciobanu Verónica Cuadrado Patricia Elorza Beatriz Fernández Begoña Fernández Marta Mangué Carmen Martín Silvia Navarro Elisabeth Pinedo | Julen Aguinagalde Mikel Aguirrezabalaga Joan Cañellas Raúl Entrerríos Gedeón Guardiola Eduardo Gurbindo José Javier Hombrados Jorge Maqueda Viran Morros Valero Rivera Albert Rocas Daniel Sarmiento Arpad Sterbik Víctor Tomás Cristian Ugalde |
| Trainer       | Jorge Dueñas | Valero Rivera |
| Gruppenphase  | Südkorea 27:31 (12:16) Frankreich 18:18 (10:7) Dänemark 24:21 (14:9) Schweden 25:24 (11:10) Norwegen 25:20 (11:11) | Serbien 26:21 (10:14) Dänemark 23:24 (12:13) Südkorea 33:29 (16:14) Ungarn 33:22 (16:13) Kroatien 25:30 (10:11) |
| Viertelfinale | Kroatien 25:22 (13:12) | Frankreich 22:23 (12:9) |
| Halbfinale    | Montenegro 26:27 (13:13) | ausgeschieden |
| Finale        | Spiel um Platz 3: Südkorea 31:29 n. V. (13:13, 24:24, 28:28) | ausgeschieden |
| Platzierung   | Bronze | – |

### Hockey
| Wettbewerb        | Männer |
| ----------------- | --- |
| Athleten          | David Alegre Ramón Alegre Pol Amat José Ballbe Quico Cortés Miguel Delás Sergi Enrique Àlex Fàbregas Juan Fernández Santiago Freixa Xavi Lleonart Andrés Mir Roc Oliva Marc Sallés Manuel Terraza Xavier Trenchs Eduard Tubau |
| Trainer           | Maurits Hendriks |
| Gruppenphase      | Pakistan 1:1 (0:0) Australien 0:5 (0:3) Südafrika 3:2 (1:1) Argentinien 3:1 (0:0) Großbritannien 1:1 (0:1) |
| Platzierungsspiel | Spiel um Platz 5: Belgien 2:5 (1:4) |
| Halbfinale        | ausgeschieden |
| Finale            | ausgeschieden |
| Platzierung       | 6 |

### Judo
| Athleten            | Wettbewerb       | 1. Runde      | 1. Runde | 2. Runde      | 2. Runde      | Achtelfinale       | Achtelfinale  | Viertelfinale | Viertelfinale | Hoffnungsrunde Halbfinale | Hoffnungsrunde Halbfinale | Halbfinale    | Halbfinale    | Hoffnungsrunde Finale | Hoffnungsrunde Finale | Finale        | Finale        | Rang |
| Athleten            | Wettbewerb       | Gegner        | Ergebnis | Gegner        | Ergebnis      | Gegner             | Ergebnis      | Gegner        | Ergebnis      | Gegner                    | Ergebnis                  | Gegner        | Ergebnis      | Gegner                | Ergebnis              | Gegner        | Ergebnis      | Rang |
| ------------------- | ---------------- | ------------- | -------- | ------------- | ------------- | ------------------ | ------------- | ------------- | ------------- | ------------------------- | ------------------------- | ------------- | ------------- | --------------------- | --------------------- | ------------- | ------------- | ---- |
| Frauen              |                  |               |          |               |               |                    |               |               |               |                           |                           |               |               |                       |                       |               |               |      |
| Oiana Blanco        | Klasse bis 48 kg | Tomoko Fukumi | 0001-100 | ausgeschieden | ausgeschieden | ausgeschieden      | ausgeschieden | ausgeschieden | ausgeschieden | ausgeschieden             | ausgeschieden             | ausgeschieden | ausgeschieden | ausgeschieden         | ausgeschieden         | ausgeschieden | ausgeschieden |      |
| Ana Carrascosa      | Klasse bis 52 kg | M. Muller     | 000-0201 | ausgeschieden | ausgeschieden | ausgeschieden      | ausgeschieden | ausgeschieden | ausgeschieden | ausgeschieden             | ausgeschieden             | ausgeschieden | ausgeschieden | ausgeschieden         | ausgeschieden         | ausgeschieden | ausgeschieden |      |
| Concepción Bellorín | Klasse bis 57 kg | H. Karakas    | 0011-100 | ausgeschieden | ausgeschieden | ausgeschieden      | ausgeschieden | ausgeschieden | ausgeschieden | ausgeschieden             | ausgeschieden             | ausgeschieden | ausgeschieden | ausgeschieden         | ausgeschieden         | ausgeschieden | ausgeschieden |      |
| Cecilia Blanco      | Klasse bis 70 kg | N. Smal       | 011-002  | R. Sraka      | 001-1102      | ausgeschieden      | ausgeschieden | ausgeschieden | ausgeschieden | ausgeschieden             | ausgeschieden             | ausgeschieden | ausgeschieden | ausgeschieden         | ausgeschieden         | ausgeschieden | ausgeschieden |      |
| Männer              |                  |               |          |               |               |                    |               |               |               |                           |                           |               |               |                       |                       |               |               |      |
| Sugoi Uriarte       | Klasse bis 66 kg | F. Faraldo    | 100-000  | J. Mata       | 100-000       | D. García González | 013-002       | T. Kərimov    | 0021-0001     | M. Ungvári                | 000-0011                  | Y. Cho        | 000-0001      | ausgeschieden         | ausgeschieden         | ausgeschieden | ausgeschieden | 5    |
| Kiyoshi Uematsu     | Klasse bis 73 kg | -             | -        | M. Isaev      | 0002-0011     | ausgeschieden      | ausgeschieden | ausgeschieden | ausgeschieden | ausgeschieden             | ausgeschieden             | ausgeschieden | ausgeschieden | ausgeschieden         | ausgeschieden         | ausgeschieden | ausgeschieden |      |

### Kanu

#### Kanurennsport
| Athleten          | Wettbewerb | Vorlauf      | Vorlauf | Halbfinale   | Halbfinale | Finale       | Finale | Rang   |
| Athleten          | Wettbewerb | Zeit         | Rang    | Zeit         | Rang       | Zeit         | Rang   | Rang   |
| ----------------- | ---------- | ------------ | ------- | ------------ | ---------- | ------------ | ------ | ------ |
| Frauen            |            |              |         |              |            |              |        |        |
| Teresa Portela    | K-1 200 m  | 41,263 s     | 2       | 40,898 s     | 4          | 45,326 s     | 4      | 4      |
| Männer            |            |              |         |              |            |              |        |        |
| Alfonso Benavides | C-1 200 m  | 40,993 s     | 1       | 40,619 s     | 4          | 43,038 s     | 3      | Bronze |
| David Cal         | C-1 1000 m | 3:54,590 min | 1       | 3:52,767 min | 3          | 3:48,053 min | 2      | Silber |
| Saúl Craviotto    | K-1 200 m  | 35,552 s     | 3       | 35,597 s     | 3          | 36,540 s     | 2      | Silber |
| Francisco Cubelos | K-1 1000 m | 3:37,791 min | 5       | 3:31,833 min | 3          | 3:32,521 min | 7      | 7      |

#### Kanuslalom
| Athleten          | Wettbewerb | Vorlauf | Vorlauf | Halbfinale | Halbfinale | Finale   | Finale | Rang   |
| Athleten          | Wettbewerb | Zeit    | Rang    | Zeit       | Rang       | Zeit     | Rang   | Rang   |
| ----------------- | ---------- | ------- | ------- | ---------- | ---------- | -------- | ------ | ------ |
| Frauen            |            |         |         |            |            |          |        |        |
| Maialen Chourraut | K-1        | 98,75 s | 1       | 108,34 s   | 2          | 106,87 s | 3      | Bronze |
| Männer            |            |         |         |            |            |          |        |        |
| Samuel Hernanz    | K-1        | 87,07 s | 2       | 97,18 s    | 4          | 96,95 s  | 5      | 5      |
| Ander Elosegi     | C-1        | 93,24 s | 6       | 104,04 s   | 4          | 102,61 s | 4      | 4      |

### Leichtathletik
Laufen und Gehen
| Athleten              | Wettbewerb       | Vorlauf      | Vorlauf | Halbfinale    | Halbfinale    | Finale        | Finale        | Rang |
| Athleten              | Wettbewerb       | Zeit         | Rang    | Zeit          | Rang          | Zeit          | Rang          | Rang |
| --------------------- | ---------------- | ------------ | ------- | ------------- | ------------- | ------------- | ------------- | ---- |
| Frauen                |                  |              |         |               |               |               |               |      |
| Aauri Bokesa          | 400 m            | 53,67 s      | 6       | ausgeschieden | ausgeschieden | ausgeschieden | ausgeschieden | 35   |
| Nuria Fernández       | 1500 m           | 4:13,72 min  | 30      | 4:06,57 min   | 21            | ausgeschieden | ausgeschieden | 21   |
| Isabel Macías         | 1500 m           | 4:13,07 min  | 25      | ausgeschieden | ausgeschieden | ausgeschieden | ausgeschieden | 25   |
| Natalia Rodríguez     | 1500 m           | 4:16,18 min  | 37      | ausgeschieden | ausgeschieden | ausgeschieden | ausgeschieden | 37   |
| Judit Plá             | 5000 m           | 15:20,39 min | 25      | –             | –             | ausgeschieden | ausgeschieden | 25   |
| Gemma Barrachina      | 10.000 m         |              |         | –             | –             |               |               |      |
| Alessandra Aguilar    | Marathon         | –            | –       | –             | –             | 2:29:19 h     | 26            | 26   |
| Elena María Espeso    | Marathon         | –            | –       | –             | –             | 2:36:12 h     | 61            | 61   |
| Vanessa Veiga         | Marathon         | –            | –       | –             | –             | 2:46:53 h     | 97            | 97   |
| Marta Domínguez       | 3000 m Hindernis | 9:19,71 min  | 13      | –             | –             | 9:36,45 min   | 12            | 12   |
| Diana Martín          | 3000 m Hindernis | 9:35,77 min  | 21      | –             | –             | ausgeschieden | ausgeschieden | 21   |
| Beatriz Pascual       | 20 km Gehen      | –            | –       | –             | –             | 1:27:56 h     | 8             | 8    |
| María José Poves      | 20 km Gehen      | –            | –       | –             | –             | 1:29:36       | 12            | 12   |
| María Vasco           | 20 km Gehen      | –            | –       | –             | –             | 1:28:14 h     | 10            | 10   |
| Männer                |                  |              |         |               |               |               |               |      |
| Ángel David Rodríguez | 100 m            | 10,34 s      | 5       | ausgeschieden | ausgeschieden | ausgeschieden | ausgeschieden | 37   |
| Kevin López           | 800 m            | 1:48,27 min  | 3       | 1:46,66 min   | 6             | ausgeschieden | ausgeschieden | 20   |
| Luis Alberto Marco    | 800 m            | 1:46,86 min  | 3       | 1:46,19 min   | 6             | ausgeschieden | ausgeschieden | 18   |
| Antonio Manuel Reina  | 800 m            | 1:47,44 min  | 3       | 1:45,84 min   | 6             | ausgeschieden | ausgeschieden | 15   |
| David Bustos          | 1500 m           | 3:41,34 min  | 8       | ausgeschieden | ausgeschieden | ausgeschieden | ausgeschieden | 23   |
| Álvaro Rodríguez      | 1500 m           | 3:41,54 min  | 12      | ausgeschieden | ausgeschieden | ausgeschieden | ausgeschieden | 28   |
| Diego Ruiz            | 1500 m           | 3:41,52 min  | 7       | ausgeschieden | ausgeschieden | ausgeschieden | ausgeschieden | 27   |
| Javier Alves          | 5000 m           |              |         | –             | –             |               |               |      |
| Jesús España          | 5000 m           |              |         | –             | –             |               |               |      |
| Ayad Lamdassem        | 10.000 m         | –            | –       | –             | –             | 28:49,85 min  | 23            | 23   |
| Ignacio Cáceres       | Marathon         | –            | –       | –             | –             | 2:17:11 h     | 31            | 31   |
| Carles Castillejo     | Marathon         | –            | –       | –             | –             | 2:16:17 h     | 24            | 24   |
| José Carlos Hernández | Marathon         | –            | –       | –             | –             | 2:17:48 h     | 34            | 34   |
| Jackson Quiñónez      | 110 m Hürden     | 13,76 s      | 34      | ausgeschieden | ausgeschieden | ausgeschieden | ausgeschieden | 34   |
| Víctor García         | 3000 m Hindernis | DNF          | –       | –             | –             | ausgeschieden | ausgeschieden | –    |
| Abdelaziz Merzougui   | 3000 m Hindernis | 8:58,20 min  | 37      | –             | –             | ausgeschieden | ausgeschieden | 37   |
| Ángel Mullera         | 3000 m Hindernis | 8:38,07 min  | 30      | –             | –             | ausgeschieden | ausgeschieden | 30   |
| Miguel Ángel López    | 20 km Gehen      | –            | –       | –             | –             | 1:19:49 h     | 5             | 5    |
| Álvaro Martín         | 20 km Gehen      | –            | –       | –             | –             | DNF           | DNF           | –    |
| Jesús Ángel García    | 50 km Gehen      | –            | –       | –             | –             | 3:48:32 h     | 20            | 20   |
| Mikel Odriozola       | 50 km Gehen      | –            | –       | –             | –             | 4:02:48 h     | 42            | 42   |
| Benjamín Sánchez      | 50 km Gehen      | –            | –       | –             | –             | 4:14:40 h     | 50            | 50   |

Springen und Werfen
| Athleten            | Wettbewerb     | Qualifikation         | Qualifikation         | Finale           | Finale           | Rang             |
| Athleten            | Wettbewerb     | Weite/Höhe            | Rang                  | Weite/Höhe       | Rang             | Rang             |
| ------------------- | -------------- | --------------------- | --------------------- | ---------------- | ---------------- | ---------------- |
| Frauen              |                |                       |                       |                  |                  |                  |
| Concepción Montaner | Weitsprung     | 6,30 m                | 19                    | ausgeschieden    | ausgeschieden    | 19               |
| Patricia Sarrapio   | Dreisprung     | 13,64 m               | 26                    | ausgeschieden    | ausgeschieden    | 26               |
| Ruth Beitia         | Hochsprung     | 1,93 m                | 2                     | 2,00 m           | 3                | Bronze           |
| Anna María Pinero   | Stabhochsprung | nicht angetreten      | nicht angetreten      | nicht angetreten | nicht angetreten | nicht angetreten |
| Berta Castells      | Hammerwerfen   | 68,41 m               | 21                    | ausgeschieden    | ausgeschieden    | 21               |
| Noraida Bicet       | Speerwerfen    | 57,77 m               | 25                    | ausgeschieden    | ausgeschieden    | 25               |
| Úrsula Ruiz         | Kugelstoßen    | 17,99 m               | 16                    | ausgeschieden    | ausgeschieden    | 16               |
| Männer              |                |                       |                       |                  |                  |                  |
| Luis Felipe Méliz   | Weitsprung     | kein gültiger Versuch | kein gültiger Versuch | ausgeschieden    | ausgeschieden    | –                |
| Eusebio Cáceres     | Weitsprung     | 7,92 m                | 14                    | ausgeschieden    | ausgeschieden    | 14               |
| Igor Bychkov        | Stabhochsprung | 5,50 m                | 9                     | 5,50 m           | 12               | 12               |
| Frank Casañas       | Diskuswerfen   | 63,76 m               | 11                    | 65,56 m          | 7                | 7                |
| Mario Pestano       | Diskuswerfen   | 63,40 m               | 14                    | ausgeschieden    | ausgeschieden    | 14               |
| Javier Cienfuegos   | Hammerwerfen   | 73,73 m               | 16                    | ausgeschieden    | ausgeschieden    | 16               |
| Borja Vivas         | Kugelstoßen    | 18,88 m               | 31                    | ausgeschieden    | ausgeschieden    | 31               |

### Radsport

#### Bahn
| Athleten                                                 | Wettbewerb            | Qualifikation | Qualifikation | Finals       | Finals | Rang |
| Athleten                                                 | Wettbewerb            | Zeit          | Rang          | Zeit         | Rang   | Rang |
| -------------------------------------------------------- | --------------------- | ------------- | ------------- | ------------ | ------ | ---- |
| Männer                                                   |                       |               |               |              |        |      |
| Hodei Mazquiarán Uría                                    | Sprint                | 10,604 s      | 16            | –            | –      | 16   |
| Juan Peralta                                             | Keirin                |               |               |              |        | 10   |
| Pablo Bernal Sebastián Mora David Muntaner Albert Torres | Mannschaftsverfolgung | 4:02,113 min  | 6             | 4:02,746 min | 6      | 6    |

Mehrkampf
| Omnium Frauen   |          |    |    |    |    |              |    |    |              |    |    |    |
| Leire Olaberria | 14,463 s | 6  | 3  | 13 | 12 | 3:46,317 min | 14 | 16 | 36,393 s     | 8  | 69 | 13 |
| Omnium Männer   |          |    |    |    |    |              |    |    |              |    |    |    |
| Eloy Teruel     | 13,655 s | 14 | 55 | 3  | 17 | 4:29,874 min | 9  | 2  | 1:05,463 min | 14 | 59 | 9  |

#### Straße
| Athleten               | Wettbewerb       | Zeit         | Rang |
| ---------------------- | ---------------- | ------------ | ---- |
| Männer                 |                  |              |      |
| José Joaquín Rojas     | Straßenrennen    | 5:46:37 h    | 44   |
| Luis León Sánchez      | Straßenrennen    | 5:46:05 h    | 14   |
| Jonathan Castroviejo   | Straßenrennen    | 5:46:13 h    | 26   |
| Alejandro Valverde     | Straßenrennen    | 5:46:05 h    | 18   |
| Francisco José Ventoso | Straßenrennen    | 5:46:37 h    | 31   |
| Luis León Sánchez      | Einzelzeitfahren | 56:59,16 min | 32   |
| Jonathan Castroviejo   | Einzelzeitfahren | 53:29,36 min | 9    |

#### Mountainbike
| Athleten             | Wettbewerb    | Zeit      | Rang |
| -------------------- | ------------- | --------- | ---- |
| Männer               |               |           |      |
| Carlos Coloma        | Cross-Country | 1:30:07 h | 6    |
| José Antonio Hermida | Cross-Country | 1:29:36 h | 4    |
| Sergio Mantecón      | Cross-Country | 1:33:46 h | 22   |

### Reiten
| Dressur                                                     |            |         |      |
| Athleten                                                    | Wettbewerb | Prozent | Rang |
| Morgan Barbançon                                            | Einzel     | 71,556  | 23   |
| Jose Manuel Martin Dockx                                    | Einzel     | 69,043  | 16   |
| Juan Manuel Muñoz                                           | Einzel     | 79,321  | 10   |
| Morgan Barbançon Jose Manuel Martin Dockx Juan Manuel Muñoz | Mannschaft | 72,287  | 6    |

### Rhythmische Sportgymnastik
| Athletinnen                                                                                    | Wettbewerb       | Qualifikation | Qualifikation | Finale | Finale | Rang |
| Athletinnen                                                                                    | Wettbewerb       | Punkte        | Rang          | Punkte | Rang   | Rang |
| ---------------------------------------------------------------------------------------------- | ---------------- | ------------- | ------------- | ------ | ------ | ---- |
| Frauen                                                                                         |                  |               |               |        |        |      |
| Carolina Rodríguez                                                                             | Mehrkampf Einzel | 106,800       | 14            | –      | –      | 14   |
| Loreto Achaerandio Sandra Aguilar Elena López Lourdes Mohedano Alejandra Quereda Lidia Redondo | Mannschaft       | 54,550        | 5             | 54,950 | 4      | 4    |

### Ringen
| Athleten        | Wettbewerb       | 1. Runde | 1. Runde | Achtelfinale       | Achtelfinale | Viertelfinale       | Viertelfinale | Halbfinale      | Halbfinale | Hoffnungsrunde Viertelfinale | Hoffnungsrunde Viertelfinale | Hoffnungsrunde Halbfinale | Hoffnungsrunde Halbfinale | Hoffnungsrunde Finale | Hoffnungsrunde Finale | Finale | Finale   | Rang   |
| Athleten        | Wettbewerb       | Gegner   | Ergebnis | Gegner             | Ergebnis     | Gegner              | Ergebnis      | Gegner          | Ergebnis   | Gegner                       | Ergebnis                     | Gegner                    | Ergebnis                  | Gegner                | Ergebnis              | Gegner | Ergebnis | Rang   |
| --------------- | ---------------- | -------- | -------- | ------------------ | ------------ | ------------------- | ------------- | --------------- | ---------- | ---------------------------- | ---------------------------- | ------------------------- | ------------------------- | --------------------- | --------------------- | ------ | -------- | ------ |
| Freistil Frauen |                  |          |          |                    |              |                     |               |                 |            |                              |                              |                           |                           |                       |                       |        |          |        |
| Maider Unda     | Klasse bis 72 kg | Freilos  | Freilos  | Ana Betancur David | 3 PO - 0     | Otschirbatyn Burmaa | 3 PP - 1      | Stanka Hristova | 0 - 3 PO   | -                            | -                            | -                         | -                         | -                     | -                     | -      | -        | Bronze |

### Schießen
| Athleten           | Wettbewerb                | Qualifikation | Qualifikation | Finale | Finale | Ringe | Rang |
| Athleten           | Wettbewerb                | Ringe         | Rang          | Ringe  | Rang   | Ringe | Rang |
| ------------------ | ------------------------- | ------------- | ------------- | ------ | ------ | ----- | ---- |
| Frauen             |                           |               |               |        |        |       |      |
| Sonia Franquet     | Luftpistole 10 m          | 378           | 26            | –      | –      | 378   | 26   |
| Sonia Franquet     | Sportpistole 25 m         | 579           | 22            | –      | –      | 579   | 22   |
| Fátima Gálvez      | Trap                      | 70            | 6             | 17     | 5      | 87    | 5    |
| Männer             |                           |               |               |        |        |       |      |
| Pablo Carrera      | Luftpistole 10 m          | 585           | 4             | 98,3   | 6      | 683,3 | 6    |
| Jorge Llames       | Schnellfeuerpistole 25 m  | 579           | 11            | –      | –      | 579   | 11   |
| Javier López       | Kleinkaliber liegend 50 m | 589           | 35            | –      | –      | 589   | 35   |
| Jesús Serrano      | Trap                      | 123           | 3             | 21     | 5      | 144   | 5    |
| Alberto Fernández  | Trap                      | 116           | 25            | –      | –      | 116   | 25   |
| Juan José Aramburu | Skeet                     | 115           | 23            | –      | –      | 115   | 23   |

### Schwimmen
| Athleten                                                                | Wettbewerb                 | Vorlauf     | Vorlauf | Halbfinale    | Halbfinale    | Finale        | Finale        | Rang   |
| Athleten                                                                | Wettbewerb                 | Zeit        | Rang    | Zeit          | Rang          | Zeit          | Rang          | Rang   |
| ----------------------------------------------------------------------- | -------------------------- | ----------- | ------- | ------------- | ------------- | ------------- | ------------- | ------ |
| Frauen                                                                  |                            |             |         |               |               |               |               |        |
| Melanie Costa                                                           | 200 m Freistil             | 1:57,79 min | 2       | 1:57,75 min   | 5             | –             | –             | 9      |
| Mireia Belmonte                                                         | 400 m Freistil             | 4:08,23 min | 3       | –             | –             | –             | –             | 13     |
| Melanie Costa                                                           | 400 m Freistil             | 4:06,75 min | 5       | –             | –             | –             | –             | 9      |
| Mireia Belmonte                                                         | 800 m Freistil             | 8:25,26 min | 2       | –             | –             | 8:18,76 min   | 2             | Silber |
| Erika Villaécija                                                        | 800 m Freistil             | 8:27,99 min | 4       | –             | –             | –             | –             | 10     |
| Judit Ignacio                                                           | 100 m Schmetterling        | 59,42 s     | 1       | –             | –             | –             | –             | 26     |
| Judit Ignacio                                                           | 200 m Schmetterling        | 2:08,14 min | 2       | 2:08,96 min   | 8             | –             | –             | 15     |
| Mireia Belmonte                                                         | 200 Schmetterling          | 2:08,19 min | 3       | 2:06,62 min   | 2             | 2:05,25 min   | 2             | Silber |
| Concepción Badillo                                                      | 100 m Brust                | 1:12,58 min | 8       | –             | –             | –             | –             | 39     |
| Marina García                                                           | 100 m Brust                | 1:08,65 min | 7       | –             | –             | –             | –             | 25     |
| Marina García                                                           | 200 m Brust                | 2:27,57 min | 7       | –             | –             | –             | –             | 20     |
| Duane Da Rocha                                                          | 100 m Rücken               | 1:00,57 min | 7       | –             | –             | –             | –             | 18     |
| Duane Da Rocha                                                          | 200 m Rücken               | 2:09,72 min | 3       | 2:09,88 min   | 7             | –             | –             | 10     |
| Mireia Belmonte                                                         | 200 m Lagen                | 2:11,73 min | 1       | 2:11,54 min   | 5             | –             | –             | 10     |
| Beatriz Gómez Cortés                                                    | 200 m Lagen                | 2:13,93 min | 4       | 2:15,12 min   | 8             | –             | –             | 16     |
| Mireia Belmonte                                                         | 400 m Lagen                | 4:34 min    | 3       | –             | –             | 4:35 min      | 8             | 8      |
| Claudia Dasca                                                           | 400 m Lagen                | 4:46 min    | 8       | –             | –             | –             | –             | 25     |
| Mireia Belmonte Patricia Castro Melanie Costa Lydia Morant              | 4 × 200-m-Freistil-Staffel | 7:54,59 min | 7       | –             | –             | –             | –             | 10     |
| Patricia Castro Duane Da Rocha Marina García Judit Ignacio Lydia Morant | 4 × 100-m-Lagen-Staffel    | 4:03,05 min | 13      | –             | –             | –             | –             | 13     |
| Erika Villaécija                                                        | 10 km Freiwasser           | –           | –       | –             | –             | 1:58:49,5 h   | 8             | 8      |
| Männer                                                                  |                            |             |         |               |               |               |               |        |
| Juan Miguel Rando                                                       | 100 m Rücken               | 54,93 s     | 7       | ausgeschieden | ausgeschieden | ausgeschieden | ausgeschieden | 25     |
| Aschwin Wildeboer Faber                                                 | 100 m Rücken               | 54,36 s     | 4       | 53,99 s       | 7             | ausgeschieden | ausgeschieden | 12     |
| Aschwin Wildeboer Faber                                                 | 200 m Rücken               | 2:00,02 min | 4       | ausgeschieden | ausgeschieden | ausgeschieden | ausgeschieden | 26     |
| Francisco Hervas Jodar                                                  | 10 km Freiwasser           | –           | –       | –             | –             | 1:53:27,8 h   | 23            | 23     |

### Segeln
Fleet Race
| Athleten                       | Wettbewerb      | Qualifikation | Qualifikation | Medal Race    | Medal Race    | Punkte | Rang |
| Athleten                       | Wettbewerb      | Punkte        | Rang          | Punkte        | Rang          | Punkte | Rang |
| ------------------------------ | --------------- | ------------- | ------------- | ------------- | ------------- | ------ | ---- |
| Frauen                         |                 |               |               |               |               |        |      |
| Marina Alabau                  | Windsurfen RS:X | 24            | 1             | 2             | 1             | 26     | Gold |
| Alicia Cebrián                 | Laser Radial    | 101           | 11            | ausgeschieden | ausgeschieden | 101    | 11   |
| Berta Betanzos Tara Pacheco    | 470er           | 93            | 10            | 8             | 10            | 101    | 10   |
| Männer                         |                 |               |               |               |               |        |      |
| Iván Pastor                    | Windsurfen RS:X | 150           | 16            | ausgeschieden | ausgeschieden | 150    | 16   |
| Javier Hernández               | Laser           | 118           | 12            | ausgeschieden | ausgeschieden | 118    | 12   |
| Onán Barreiros Aarón Sarmiento | 470er           | 104           | 11            | ausgeschieden | ausgeschieden | 104    | 11   |
| Rafael Trujillo                | Finn Dinghy     | 103           | 10            | 6             | 8             | 109    | 8    |
| Xabier Fernández Iker Martínez | 49er            | 146           | 12            | ausgeschieden | ausgeschieden | 146    | 12   |

Match Race
| Athletinnen                                  | Wettbewerb  | Round Robin | Round Robin | Viertelfinale | Viertelfinale | Halbfinale | Halbfinale | Finale     | Finale   | Rang |
| Athletinnen                                  | Wettbewerb  | Bilanz      | Rang        | Gegner        | Ergebnis      | Gegner     | Ergebnis   | Gegner     | Ergebnis | Rang |
| -------------------------------------------- | ----------- | ----------- | ----------- | ------------- | ------------- | ---------- | ---------- | ---------- | -------- | ---- |
| Frauen                                       |             |             |             |               |               |            |            |            |          |      |
| Támara Echegoyen Ángela Pumariega Sofía Toro | Elliott 6 m | 8:3         | 3           | Frankreich    | 3:0           | Russland   | 2:1        | Australien | 3:2      | Gold |

### Synchronschwimmen
| Athletinnen | Wettbewerb | Qualifikation     | Qualifikation     | Qualifikation  | Qualifikation  | Qualifikation | Qualifikation | Finale         | Finale         | Finale           | Finale           |
| Athletinnen | Wettbewerb | Technische Kür TK | Technische Kür TK | Freie Kür FK-Q | Freie Kür FK-Q | Gesamt        | Gesamt        | Freie Kür FK-F | Freie Kür FK-F | Gesamt TK + FK-F | Gesamt TK + FK-F |
| Athletinnen | Wettbewerb | Punkte            | Rang              | Punkte         | Rang           | Punkte        | Rang          | Punkte         | Rang           | Punkte           | Rang             |
| --- | ---------- | ----------------- | ----------------- | -------------- | -------------- | ------------- | ------------- | -------------- | -------------- | ---------------- | ---------------- |
| Frauen |            |                   |                   |                |                |               |               |                |                |                  |                  |
| Ona Carbonell Andrea Fuentes | Duett      | 96,000            | 3                 | 96,590         | 3              | 192,590       | 3             | 96,900         | 2              | 192,900          | Silber           |
| Clara Basiana Alba María Cabello Ona Carbonell Margalida Crespí Andrea Fuentes Thaïs Henríquez Paula Klamburg Laia Pons Irene Montrucchio (Reserve) | Mannschaft | 96,200            | 3                 | -              | -              | -             | -             | 96,920         | 3              | 193,120          | Bronze           |

### Taekwondo
| Athleten       | Wettbewerb       | Achtelfinale      | Achtelfinale | Viertelfinale   | Viertelfinale | Halbfinale       | Halbfinale | Hoffnungsrunde Halbfinale | Hoffnungsrunde Halbfinale | Hoffnungsrunde Finale | Hoffnungsrunde Finale | Finale               | Finale   | Rang   |
| Athleten       | Wettbewerb       | Gegner            | Ergebnis     | Gegner          | Ergebnis      | Gegner           | Ergebnis   | Gegner                    | Ergebnis                  | Gegner                | Ergebnis              | Gegner               | Ergebnis | Rang   |
| -------------- | ---------------- | ----------------- | ------------ | --------------- | ------------- | ---------------- | ---------- | ------------------------- | ------------------------- | --------------------- | --------------------- | -------------------- | -------- | ------ |
| Frauen         |                  |                   |              |                 |               |                  |            |                           |                           |                       |                       |                      |          |        |
| Brigitte Yagüe | Klasse bis 49 kg | Carolena Carstens | 7:2          | Janet Alegría   | 8:0           | Chanatip Sonkham | 10:9       | –                         | –                         | –                     | –                     | Wu Jingyu            | 1:8      | Silber |
| Männer         |                  |                   |              |                 |               |                  |            |                           |                           |                       |                       |                      |          |        |
| Joel González  | Klasse bis 58 kg | Uno Sanli         | 7:6          | Safwan Khalil   | 5:3           | Óscar Muñoz      | 13:4       | –                         | –                         | –                     | –                     | Lee Dae-hoon         | 17:8     | Gold   |
| Nicolás García | Klasse bis 80 kg | Youssef Karami    | 8:2          | Lutalo Muhammad | 7:3           | Mauro Sarmiento  | 2:1        | –                         | –                         | –                     | –                     | Sebastián Crismanich | 0:1      | Silber |

### Tennis
| Frauen                                         |        |                             |                |                   |                |                  |               |                   |               |                     |                 |                         |               |               |               |
| María José Martínez                            | Einzel | P. Hercog                   | 6:2, 6:4       | W. Asaranka       | 1:6, 2:6       | ausgeschieden    | ausgeschieden | ausgeschieden     | ausgeschieden | ausgeschieden       | ausgeschieden   | ausgeschieden           | ausgeschieden |               |               |
| Anabel Medina Garrigues                        | Einzel | Y. Wickmayer                | 2:6, 6:4, 5:7  | ausgeschieden     | ausgeschieden  | ausgeschieden    | ausgeschieden | ausgeschieden     | ausgeschieden | ausgeschieden       | ausgeschieden   | ausgeschieden           | ausgeschieden |               |               |
| Carla Suárez Navarro                           | Einzel | S. Stosur                   | 3:6, 7:5, 10:8 | K. Clijsters      | 3:6, 3:6       | ausgeschieden    | ausgeschieden | ausgeschieden     | ausgeschieden | ausgeschieden       | ausgeschieden   | ausgeschieden           | ausgeschieden |               |               |
| Sílvia Soler Espinosa                          | Einzel | H. Watson                   | 2:6, 2:6       | ausgeschieden     | ausgeschieden  | ausgeschieden    | ausgeschieden | ausgeschieden     | ausgeschieden | ausgeschieden       | ausgeschieden   | ausgeschieden           | ausgeschieden |               |               |
| Nuria Llagostera Vives María José Martínez     | Doppel | C. Dellacqua S. Stosur      | 6:1, 6:1       | –                 | –              | S. Peng J. Zheng | 4:6, 2:6      | ausgeschieden     | ausgeschieden | ausgeschieden       | ausgeschieden   | ausgeschieden           | ausgeschieden | ausgeschieden | ausgeschieden |
| Anabel Medina Garrigues Arantxa Parra Santonja | Doppel | F. Pennetta F. Schiavone    | 6:7, 4:6       | ausgeschieden     | ausgeschieden  | ausgeschieden    | ausgeschieden | ausgeschieden     | ausgeschieden | ausgeschieden       | ausgeschieden   | ausgeschieden           | ausgeschieden |               |               |
| Männer                                         |        |                             |                |                   |                |                  |               |                   |               |                     |                 |                         |               |               |               |
| Nicolás Almagro                                | Einzel | V. Troicki                  | 6:4, 7:6       | A. Bogomolow      | 6:2, 6:2       | S. Darcis        | 7:5, 6:3      | Andy Murray       | 4:6, 1:6      | ausgeschieden       | ausgeschieden   | ausgeschieden           | ausgeschieden |               |               |
| David Ferrer                                   | Einzel | V. Pospisil                 | 6:4, 6:4       | B. Kavčič         | 6:2, 6:2       | K. Nishikori     | 0:6, 6:3, 4:6 | ausgeschieden     | ausgeschieden | ausgeschieden       | ausgeschieden   | ausgeschieden           | ausgeschieden | ausgeschieden | ausgeschieden |
| Fernando Verdasco                              | Einzel | D. Istomin                  | 4:6, 6:7       | ausgeschieden     | ausgeschieden  | ausgeschieden    | ausgeschieden | ausgeschieden     | ausgeschieden | ausgeschieden       | ausgeschieden   | ausgeschieden           | ausgeschieden |               |               |
| Feliciano López                                | Einzel | D. Tursunow                 | 7:6, 6:2, 9:7  | J. Mónaco         | 6:4, 6:4       | J. Tsonga        | 6:7, 4:6      | ausgeschieden     | ausgeschieden | ausgeschieden       | ausgeschieden   | ausgeschieden           | ausgeschieden |               |               |
| David Ferrer Feliciano López                   | Doppel | M. Fyrstenberg M. Matkowski | 7:6, 6:7, 8:6  | J. Melzer A. Peya | 6:3, 3:6, 11:9 | –                | –             | M. Čilić I. Dodig | 6:4, 6:4      | M. Llodra J. Tsonga | 3:6, 6:4, 16:18 | J. Benneteau R. Gasquet | 6:7, 2:7      |               |               |
| Marcel Granollers Marc López                   | Doppel | J. Erlich A. Ram            | 6:7, 2:6       | ausgeschieden     | ausgeschieden  | ausgeschieden    | ausgeschieden | ausgeschieden     | ausgeschieden | ausgeschieden       | ausgeschieden   | ausgeschieden           | ausgeschieden |               |               |

### Tischtennis
| Athleten                              | Wettbewerb | 1. Runde | 1. Runde | 2. Runde      | 2. Runde      | 3. Runde      | 3. Runde      | 4. Runde      | 4. Runde      | Viertelfinale | Viertelfinale | Halbfinale    | Halbfinale    | Finale        | Finale        |
| Athleten                              | Wettbewerb | Gegner   | Ergebnis | Gegner        | Ergebnis      | Gegner        | Ergebnis      | Gegner        | Ergebnis      | Gegner        | Ergebnis      | Gegner        | Ergebnis      | Gegner        | Ergebnis      |
| ------------------------------------- | ---------- | -------- | -------- | ------------- | ------------- | ------------- | ------------- | ------------- | ------------- | ------------- | ------------- | ------------- | ------------- | ------------- | ------------- |
| Frauen                                |            |          |          |               |               |               |               |               |               |               |               |               |               |               |               |
| Sara Ramirez                          | Einzel     | A. Das   | 4-1      | M. Pessozka   | 1-4           | ausgeschieden | ausgeschieden | ausgeschieden | ausgeschieden | ausgeschieden | ausgeschieden | ausgeschieden | ausgeschieden | ausgeschieden | ausgeschieden |
| Shen Yanfei                           | Einzel     | Freilos  | Freilos  | X. Li         | 4-0           | K. Kim        | 1-4           | ausgeschieden | ausgeschieden | ausgeschieden | ausgeschieden | ausgeschieden | ausgeschieden | ausgeschieden | ausgeschieden |
| Galia Dvorak Sara Ramirez Shen Yanfei | Mannschaft | CHN      | 0-3      | ausgeschieden | ausgeschieden | ausgeschieden | ausgeschieden | ausgeschieden | ausgeschieden | ausgeschieden | ausgeschieden | ausgeschieden | ausgeschieden | ausgeschieden | ausgeschieden |
| Männer                                |            |          |          |               |               |               |               |               |               |               |               |               |               |               |               |
| He Zhiwen                             | Einzel     | Freilos  | Freilos  | Z. Wang       | 4-3           | A. Crișan     | 2-4           | ausgeschieden | ausgeschieden | ausgeschieden | ausgeschieden | ausgeschieden | ausgeschieden | ausgeschieden | ausgeschieden |
| Carlos Machado                        | Einzel     | Q. Aruna | 2-4      | ausgeschieden | ausgeschieden | ausgeschieden | ausgeschieden | ausgeschieden | ausgeschieden | ausgeschieden | ausgeschieden | ausgeschieden | ausgeschieden | ausgeschieden | ausgeschieden |

### Triathlon
| Athleten            | Wettbewerb | Zeit      | Rang   |
| ------------------- | ---------- | --------- | ------ |
| Frauen              |            |           |        |
| Marina Damlaimcourt | Einzel     | 2:02:50 h | 24     |
| Ainhoa Murúa        | Einzel     | 2:00:56 h | 7      |
| Zuriñe Rodríguez    | Einzel     | 2:08:44 h | 44     |
| Männer              |            |           |        |
| Mario Mola          | Einzel     | 1:49:23 h | 19     |
| Javier Gómez Noya   | Einzel     | 1:46:36 h | Silber |
| José Miguel Pérez   | Einzel     | 1:49:53 h | 24     |

### Turnen
| Athleten                                                                          | Wettbewerb           | Qualifikation | Qualifikation | Finale | Finale | Rang |
| Athleten                                                                          | Wettbewerb           | Punkte        | Rang          | Punkte | Rang   | Rang |
| --------------------------------------------------------------------------------- | -------------------- | ------------- | ------------- | ------ | ------ | ---- |
| Frauen                                                                            |                      |               |               |        |        |      |
| Ana María Izurieta                                                                | Mehrkampf Einzel     | 53,533        | 33            | –      | –      | 33   |
| Männer                                                                            |                      |               |               |        |        |      |
| Isaac Botella Pérez                                                               | Sprung               | 15,833        | 7             | 15,866 | 6      | 6    |
| Javier Gómez Fuertes                                                              | Mehrkampf Einzel     | 88,123        | 16            | 84,631 | 23     | 23   |
| Fabián González                                                                   | Mehrkampf Einzel     | 88,365        | 15            | 88,998 | 9      | 9    |
| Isaac Botella Pérez Javier Gómez Fuertes Fabián González Rubén López Sergio Muñoz | Mehrkampf Mannschaft | 265,587       | 9             | –      | –      | 9    |

### Wasserball
| Wettbewerb         | Frauen | Männer |
| ------------------ | --- | --- |
| Athleten           | Marta Bach Andrea Blas Ana Copado Anna Espar Laura Ester Maica García Laura López Ona Meseguer Lorena Miranda Matilde Ortiz Jennifer Pareja María del Pilar Peña Roser Tarragó | Iñaki Aguilar Albert Español Xavier García Mario José García Daniel López Blai Mallarach David Martín Marc Minguell Guillermo Molina Iván Pérez Felipe Perrone Balázs Szirányi Xavier Vallès |
| Trainer            | | |
| Gruppenphase       | Volksrepublik China (11:6) USA (9:9) Ungarn (13:11) | Kasachstan (14:6) Kroatien (7:8) Australien (13:9) Griechenland (11:9) Italien (7:10) |
| Viertelfinale      | Großbritannien (9:7) | Montenegro (9:11) |
| Platzierungsspiele | – | USA (8:7) Spiel um Platz 5: Ungarn (8:14) |
| Halbfinale         | Ungarn (10:9) | ausgeschieden |
| Finale             | USA (5:8) | ausgeschieden |
| Platzierung        | Silber | 6 |

### Wasserspringen
| Athleten        | Wettbewerb        | Vorkampf | Vorkampf | Halbfinale    | Halbfinale    | Finale        | Finale        | Rang |
| Athleten        | Wettbewerb        | Punkte   | Rang     | Punkte        | Rang          | Punkte        | Rang          | Rang |
| --------------- | ----------------- | -------- | -------- | ------------- | ------------- | ------------- | ------------- | ---- |
| Frauen          |                   |          |          |               |               |               |               |      |
| Jenifer Benítez | Kunstspringen 3 m | 224,60   | 30       | ausgeschieden | ausgeschieden | ausgeschieden | ausgeschieden | 30   |
| Männer          |                   |          |          |               |               |               |               |      |
| Javier Illana   | Kunstspringen 3 m | 460,35   | 8        | 458,05        | 10            | 371,60        | 12            | 12   |